# Turowice (powiat piaseczyński)
Turowice – wieś sołecka w Polsce położona w województwie mazowieckim, w powiecie piaseczyńskim, w gminie Konstancin-Jeziorna.
W latach 1975–1998 miejscowość należała administracyjnie do województwa warszawskiego.
Przez miejscowość przebiega droga wojewódzka nr 734.